# Астиаг
Астиаг (староперсийски: (A)reštivaiga/(A)ri-Ištivaiga, мидийски: Ištumegu, Astyages, акадски: Ištumegu, на старогръцки: Ἀστυάγης – Astyages) е последният цар на Мидия според Херодот от 585 пр.н.е. до 550 пр.н.е.
Той е син и наследник на Киаксар. Астиаг се жени за Ариенис, дъщерята на лидийския цар Алиат II и сестра на цар Крез. Двамата имат дъщеря Мандане.
Астиаг има странен сън и затова жени дъщеря си не за медиец, а за персийския васален княз Камбис I от династията Ахемениди и тя ражда Кир Велики.
Когато Мандане забременява, Астиаг сънува отново странен сън и нарежда на мидиеца Харпаг да следи дъщеря му. След раждането на нейния син той взема Кир и го дава на Харпаг да го убие. Харпаг дава тази задача на един пазач на говеда Митридат, който тръгва към планината, за да изхвърли новороденото дете. Жената на говедаря загубила точно по това време син малко след раждането му. От съжаление към жена си говедарят сменя децата и дава техния син, облечен в царските дрехи на малкия Кир, на един слуга на Харпагос, който дошъл за погребението.
След десет години Астиаг случайно среща Кир (II), признава го за свой внук и го изпраща при Мандане в Суза. За отмъщение Астиаг убива обаче тринадесетгодишния син на Харпаг и му го дава на банкет да го яде.
Кир става цар и се подготвя за война против Астиаг. Когато разбира това, Астиаг изпраща войска начело с Харпаг, за да се бие против Кир. Oбаче Харпаг бяга с войската при персийците. Астиаг тръгва с всички останали мидийци против Кир. Той губи войската си в битка при град Пасаргад (Pasargadae) и попада в плен на Кир и е свален от трона.